# Forsthaus (Feucht)

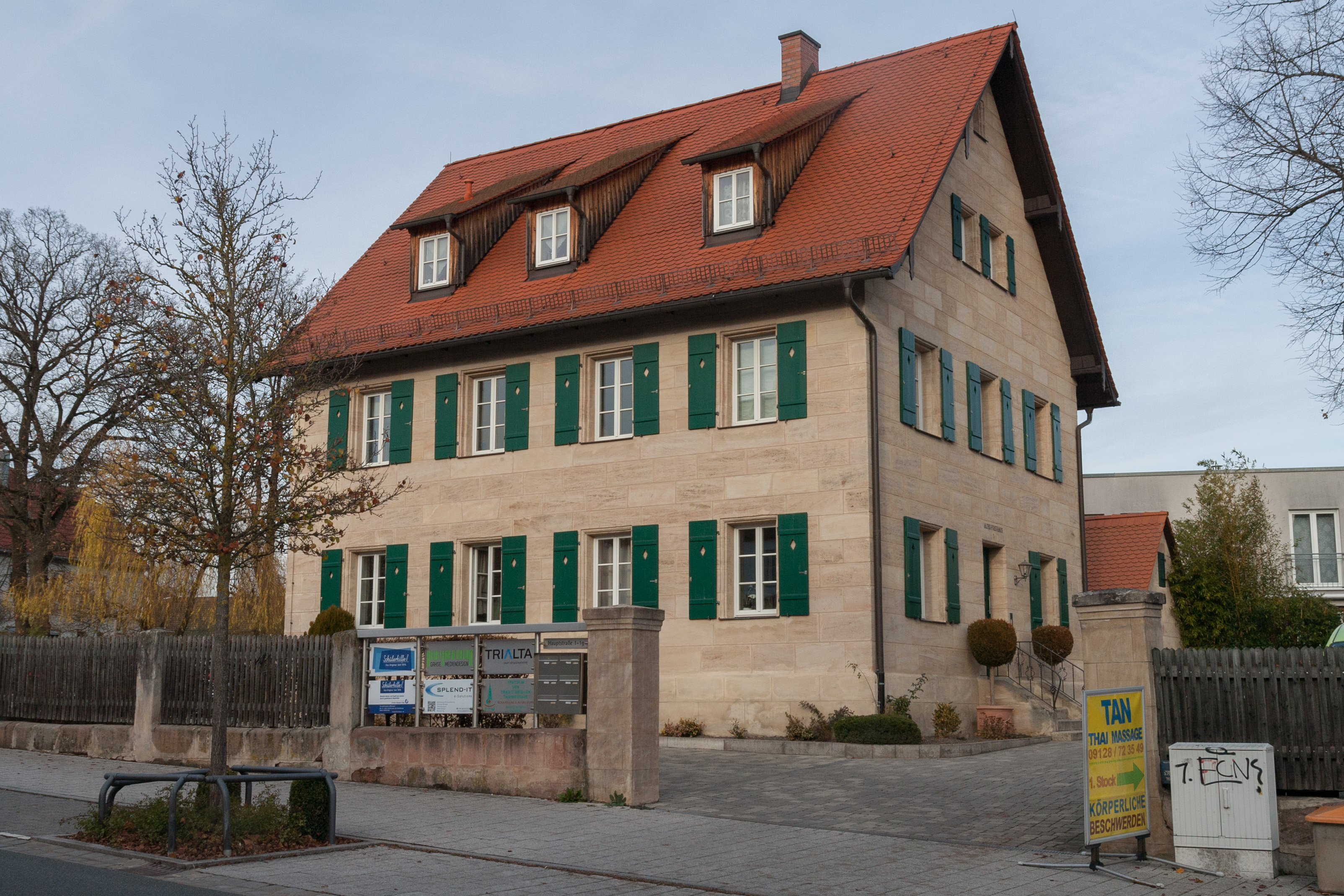
Ehemaliger Forsthof mit Einfriedung in Feucht

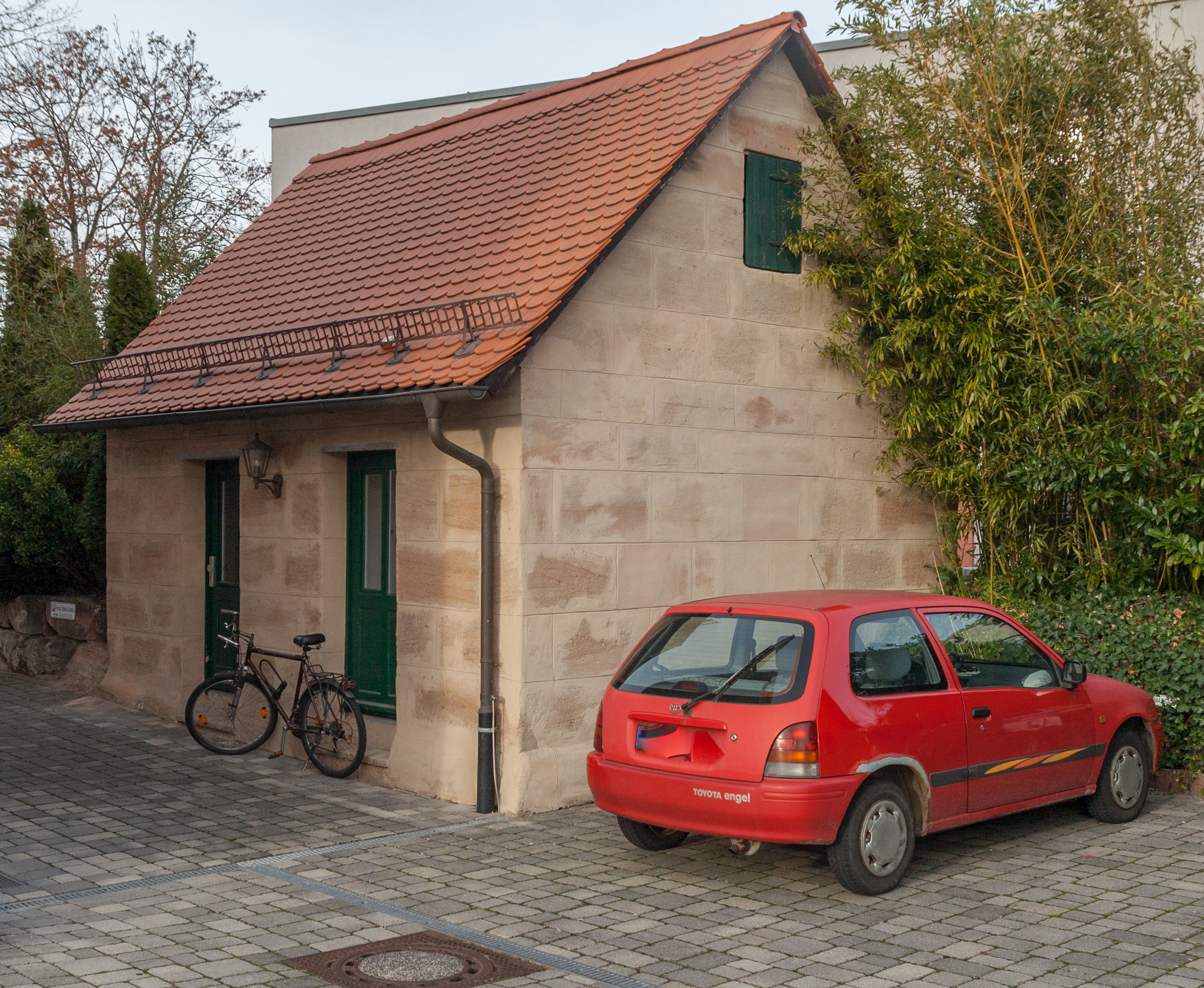
Zerwirkgebäude

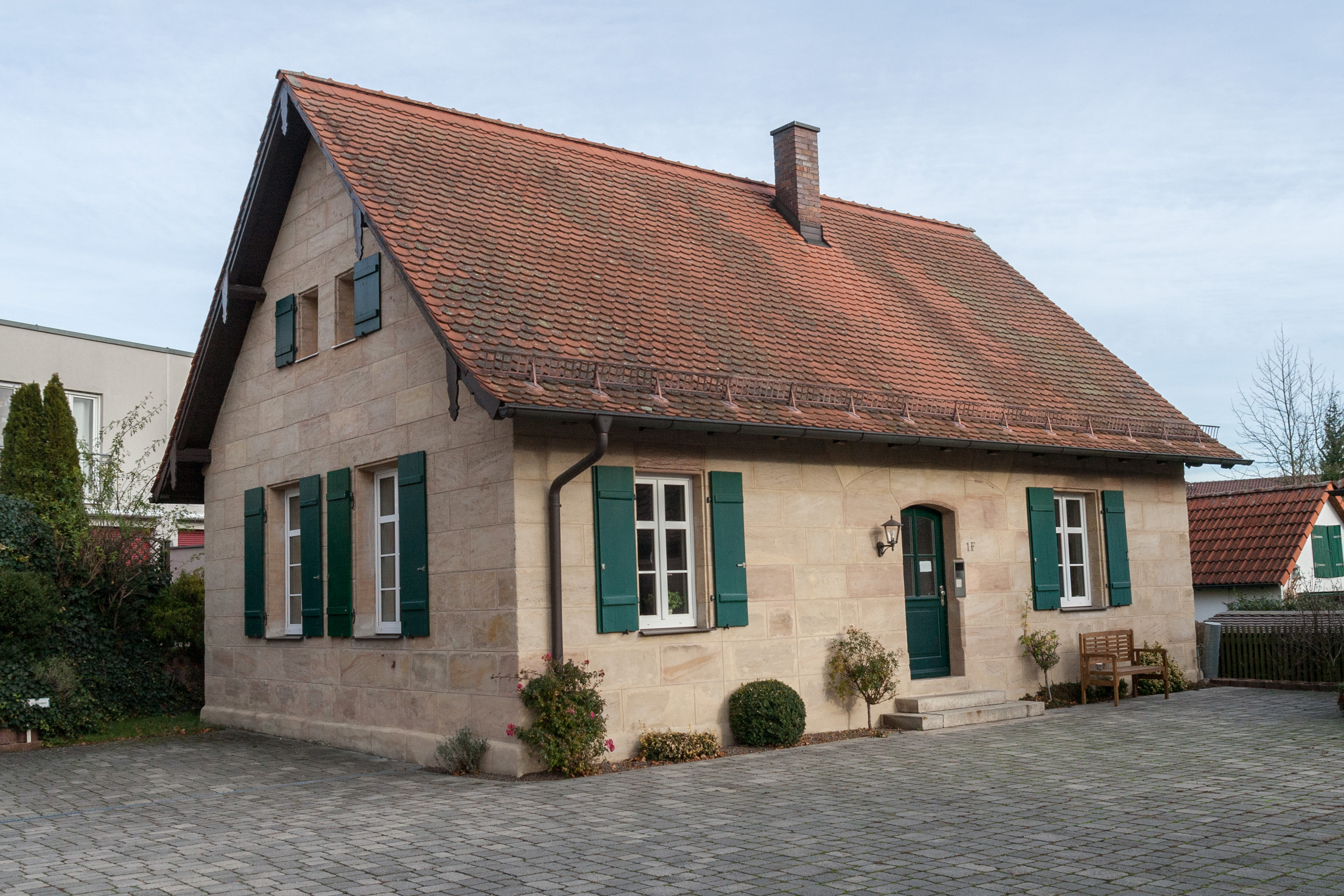
Kanzleigebäude

Das Forsthaus ist ein historisches Anwesen in Feucht, einer Gemeinde im mittelfränkischen Landkreis Nürnberger Land in Bayern. Er wird in der Literatur auch als „Forsthof“ bezeichnet.
Das Anwesen in der Hauptstraße 1 ist ein vom Bayerischen Landesamt für Denkmalpflege ausgewiesenes Baudenkmal.
Zum Forsthof zugehörig ist ein Kanzleigebäude; ein erdgeschossiger Sandsteinquaderbau mit Satteldach, sowie ein Zerwirkgebäude; ein kleiner erdgeschossiger Sandsteinquaderbau mit Satteldach.
Das zweigeschossige Hauptgebäude ist ein Sandsteinquaderbau mit Satteldach und drei zu vier Fensterachsen sowie Dachgauben.
Die Einfriedung aus Sandstein stammt aus der Erbauungszeit des Forsthofes.
Entsprechend einem Katastervermerk wurde 1863/64 auf dem Flurgrundstück Nr. 488 eine Revierförsterwohnung mit Saustall errichtet. Im Rahmen einer Umstrukturierung erfolgte 1885 die Gründung des Forstamtes Feucht. Diese wurde dann im vergrößerten Forsthaus untergebracht.
Gegen Ende des 20. Jahrhunderts wurde der Amtssitz in die Alte Siedlung verlegt und das Anwesen an Privat verkauft. Der Forsthof wurde um 2005 denkmalgerecht saniert und ist heute ein Geschäfts- und Bürohaus.